# Абинцы
Абинцы (абалар, аба) — название северных шорцев, в XVII—XVIII вв. живших по р. Томи в районе устьев pp. Абы, Кондомы и Мрас-Су, а также сеока в составе этнической группы сагайцев хакасского народа. Хакасский сеок аба происходил от шорского рода, расселявшегося в XVIII веке около г. Кузнецка (хак. Аба-тура) по реке Аба. Вели кочевой образ жизни. После переселения из окрестностей Кузнецка в томскую речную долину перешли к земледелию. Исследователи считают абинцев предками шорцев долины реки Томь. До сих пор алтайцы называют Шорию «Аба чыш» — Абинская чернь, а хакасы — «Аба чирі» — Абинская земля.

## Легенда о происхождении
Этимология этнонима Аба (букв. «медведь», табуированное название от аба — дед, отец, предок) связана с тотемным животным. Согласно легендам, в долине р. Томь, в Кузнецкой черни, жила девушка Хан-хыс. Однажды она ушла за ягодами в тайгу и была похищена медведем. Хан-хыс прожила с ним в берлоге три года. У неё родился мальчик, который не отличался от человека, за исключением того, что всё его тело было покрыто медвежьей шерстью. Однажды Хан-хыс уговорила сына бежать из тайги в степь, дабы жить с людьми. Выбрав подходящий момент, они отправились в путь. Когда мать и сын пришли к людям, то они рассказали жителям в чём дело, и общинники приняли их в свою среду. Со временем сын медведя женился на местной девушке, и от него произошёл сеок «аба», то есть медвежий род. Представители сеока Аба якобы выделялись крупным телом, обросшим густой растительностью. Лесные массивы верховьев р. Томь, где обосновался сеок Аба, получили название «Аба чыш чирі» — Абинская чернь. По прошествии многих лет, часть этого рода переселилась из Абинской черни в хакасские степи и влилась в состав сагайцев.
Этноним имел тотемное значение. Членам сеока нельзя было убивать медведей и держать их шкуры у себя дома. Невесткам даже запрещалось произносить имя «аба».